# Groepsbelediging
De belediging van een groep personen wordt groepsbelediging genoemd. Groepsbelediging kan in sommige rechtsgebieden een strafbaar feit zijn, maar het kan ook slechts om een algemene aanduiding gaan. Wat precies onder groepsbelediging wordt verstaan is sterk cultuurafhankelijk.

## Strafbare groepsbelediging
Volgens Janssens en Nieuwenhuis zijn er diverse landen die strafbepalingen hebben die 'het kweken van vijandschap' of 'het aanwakkeren van onmin tussen groepen' criminaliseren. Voorbeelden zijn de groepsbelediging in Nederland, kollektivsbeleidigung in Duitsland en group libel in sommige Engelstalige rechtsgebieden.

### Duitsland
In Duitsland valt de kollektivsbeleidigung onder de algemene strafbaarstelling voor belediging in artikel 185 StGB. Kollektivsbeleidigung is strafbaar indien de dader zijn belediging richt tegen een duidelijk begrensde groep van personen. Het is niet voldoende om slechts een algemene groep te beledigen (bijvoorbeeld 'de politie'). Het moet gaan om een overzienbare groep die specifieke kenmerken bezit, waardoor deze zich duidelijk onderscheidt van de algemene groep (bijvoorbeeld 'de Frankfurtse politie').

### Nederland
In Nederland is het strafbaar gesteld in artikel 137c Wetboek van Strafrecht om een groep op basis van specifieke groepskenmerken in het openbaar, bij geschrift of afbeelding, te beledigen. De groepskenmerken staan uitputtend beschreven in de wet en omvatten ras, godsdienst, levensovertuiging, hetero- of homoseksuele gerichtheid, lichamelijke, psychische of verstandelijke handicap. Voor strafbaarheid is het niet voldoende om alleen het kenmerk (bijvoorbeeld godsdienst) te beledigen. Strafbaar is alleen het beledigen van een groep vanwege een van de kenmerken.

### Verenigde Staten
In de Verenigde Staten kenden sommige rechtsgebieden strafbaarstellingen voor group libel. In Beauharnais v. Illinois achtte het Federaal Hooggerechtshof de strafbaarstelling van group libel in Illinois niet in strijd met de constitutie. Het overwoog daarover dat laster als zodanig gericht tegen een individu strafbaar was onder common law. Zulke laster werd dan ook niet beschermd door de constitutie als vrijheid van meningsuiting. Het hof oordeelde vervolgens dat, aangezien staten laster tegen een individu konden criminaliseren, er geen reden is om aan te nemen dat zij laster tegen een groep niet strafbaar mochten stellen.
Hoewel Beauharnais nooit expliciet herroepen is, wordt ervan uitgegaan dat het geen geldig recht meer weerspiegelt. In veel latere uitspraken heeft het Federaal Hooggerechtshof namelijk de vrijheid van meningsuiting verder opgerekt, zodat daar ook in voorkomende gevallen laster (Times v. Sullivan) en aanzetten tot geweld (Brandenburg v. Ohio) onder valt.